# Leif Pedersen
Leif Pedersen er en dansk kapelmester, guitarist, arrangør, pladeproducer, komponist og tekstskriver. Leif Pedersen har hovedsagelig skrevet og arrangeret sange indenfor dansktop-genren og har endvidere leveret en række bidrag til Dansk Melodi Grand Prix, herunder tekst og musik skrevet sammen med Søren Bundgaard til den danske Grand Prix-duo Kirsten og Søren.
Han har skrevet og arrangeret musik for en lang række danske dansktopartister, såsom Flemming Antony, Dorthe Kollo, Bjørn og Okay, Mette m.fl. Han synger kor på Mettes schlager "Slabadubadelle" fra 1974.
Leif Pedersen var halvbror til Grethe Ingmann som han også arrangerede musik for.
Leif Petersen var ejer af pladeselskabet Laser Music, der også var ejer af Drive Records, der udgav en lang række album med danske dansktop artister.
Leif Petersen begyndte at spille rytme og singleguitar i et lille femmandsorkeste i 1961 som hed The Melody Mixers.
Leif Petersen var en meget dygtig guitarist og lænede sig op af sin svoger Jørgen Ingmann, og kunne placere Jørgen Ingmann's særlige stil.
Blandt andet kunne Leif Petersen både spille Jørgen Ingmann's version af Amorada og Delicado og alle de andre af Jørgen Ingmann's numre.
Én dag, da Ullrik Lie stod og kiggede ind gennem Selandia Radio's vinduer på Amagerbrogade i marts 1962, så stod Leif Petersen inde i butikken og afprøvede en elektrisk guitar lige ved vinduet, og da Ullrik Lie også spillede guitar, gik han ind i Selandia Radio og kom i snak med Leif Petersen og bad om at låne guitaren et øjeblik og derefter begyndte at spille Amorada, og Apache, så begyndte Leif Petersen at blive nysgerrig og aftalte et møde med Ullrik fordi The Melody Mixers kunne godt bruge en afløser som kunne spille på basguitar, og samme uge om lørdagen blev Ullrik Lie inviterer med ud at se hvordan The Melody Mixers spillede på Lollikhus ved Holte hvor de spillede hver lørdag.
Men deres bassist kunne sommetider ikke spille på kontrabas fordi han havde "lægevagt" på Hillerød Sygehus og derfor afløste Ullrik Lie deres bassist alle de aftener Aksel Hansen havde lægevagt.
På dén måde blev Ullrik Lie med tiden en del af The Melody Mixers som fra da af i foråret 1963 blev til en sekstet. Og i juni 1963 købte Ullrik Lie en brugt vibrafon for 6000,- kr i musikforretningen John Hartvig i Studiestræde i København.
John Hartvig forhandlede stort set kun Gibson guitarer og da Ullrik Lie havde en nyere halvakustisk Gibson guitar (Jørn Gravengaard modellen) så indgik den i handlen men John Hartvig ville kun give 4600,- kr i bytte, så Ullrik måtte betale 1400,- kr for at få denne gamle og nedslidte vibrafon.
Ullrik Lie var ellers malersvend endda med sølvmedalje, men droppede sit malerfag til fordel for at være musiker.
Det tog Ullrik 6 måneder at lære sit nye instrument at kende, og meldte sig ud af Malernes Fagforening i juni 1963 og øvede sig optil 12 timer dagligt på sit nye instrument, først med to køller og senere med fire køller, to i hver hånd.
Og efter 7 måneder optrådte Ullrik for første gang med sin vibrafon den 31 december 1963 på Hotel Rich i Nakskov.
Ullrik købte mange LP'er med vredens bedste og største vibrafonist Milt Jackson og guitaristen Wes Montgomery som havde indspillet et par LP'er sammen.
Da Ullrik Lie både spillede jazzguitar og nu også vibrafon, ja, så var dét han blev kendt for.
Ullrik Lie blev desværre afsat som ældste og tilsynsmand for de døve Jehovas Vidner i 2007 og igen udstødt af Jehovas vidners menighed i Helsingør menighed på Støberivej nr. 15 fordi han havde afsløret sin ekskones ubibelske skilsmisse og hor som er utugt og ægteskabsbrud, og lagde dette ud på Facebook, i håb om at millioner af Jehovas Vidner og andre ville læse det.

## Eksterne links og henvisninger
- DR's Musikleksikon

- Leif Pedersen på Discogs
- Leif Pedersen på MusicBrainz

 Der er for få eller ingen kildehenvisninger i denne artikel, hvilket er et problem. Du kan hjælpe ved at angive troværdige kilder til de påstande, som fremføres i artiklen.